# Neptis lucayensis
Neptis lucayensis är en fjärilsart som beskrevs av Schultze 1921. Neptis lucayensis ingår i släktet Neptis och familjen praktfjärilar. Inga underarter finns listade i Catalogue of Life.